# Premuda
Pour l’article homonyme, voir Premuda (croiseur).
Premuda est une île de la mer Adriatique en Croatie.